# Système circulatoire

Schéma du système circulatoire humain.

En biologie, un système circulatoire est un système d'organes en circuit permettant le déplacement de fluides dans un organisme. Le système circulatoire a pour rôle d'assurer le transport et l'échange interne des ressources (notamment les nutriments et le dioxygène) vers les cellules de l'organisme, ainsi que de se charger de la collecte des déchets, par exemple du dioxyde de carbone. L'expression « système circulatoire » est très souvent utilisée pour définir le système de la circulation sanguine, mais il existe aussi un système circulatoire de la sève chez les végétaux, ou encore un système circulatoire de l'hémolymphe chez les insectes.
Chez l'homme, une artère transporte le sang du cœur vers les organes. Une veine, à l'inverse, le transporte des organes vers le cœur. Une artère est donc un vaisseau partant du cœur et une veine un vaisseau arrivant au cœur. La partie droite du cœur transporte le sang contenant le dioxyde de carbone, et la partie gauche transporte le sang enrichi en oxygène.